# ريتش أرنولد
ريتش أرنولد (بالإنجليزية: Rich Arnold)‏ هو سياسي أمريكي، ولد في 9 فبراير 1945 في راسيل في الولايات المتحدة. حزبياً، نشط في Republican Party of Iowa ‏ والحزب الجمهوري. وقد انتخب عضو مجلس نواب ولاية ايوا.